# Tasha Humphrey
Natasha LaDorian Humphrey, detta Tasha (Gainesville, 29 dicembre 1985), è un'ex cestista statunitense, professionista nella WNBA.

## Carriera
È stata selezionata dalle Detroit Shock al primo giro del Draft WNBA 2008 (11ª scelta assoluta).
Con gli Stati Uniti ha disputato i Giochi panamericani di Rio de Janeiro 2007.